# 汉尼拔二桥
第二汉尼拔大桥（英語：Second Hannibal Bridge，或译为汉尼拔二桥）是美国密苏里州堪薩斯城的一座跨过密苏里河的铁路大桥，连接了杰克逊县和克萊縣。